# Don't Stop Me Now
〈Don't Stop Me Now〉는 영국의 록 밴드 퀸이 1978년에 싱글로 발매한 음반 《Jazz》에 피쳐링한 노래이다. 리드 싱어인 프레디 머큐리가 쓴 이 곡은 1978년 8월 프랑스 베레레알페의 슈퍼 베어 스튜디오에서 녹음되었으며 이 음반의 12번째 트랙이다.
이 노래는 또한 이 밴드의 1981년 컴필레이션 음반 《Greatest Hits》에도 등장한다. 2011년 6월, 퀸의 40주년 기념 행사의 일환으로, 더 많은 기타 파트가 포함된 곡의 오래된 테이크가 재발매 및 리마스터드된 《Jazz》 음반의 보너스 EP에 포함되었다.  영화, 광고, 그리고 텔레비전 쇼에 등장하는 이 노래는 발매된 이후 수십 년 동안 인기를 얻었다. 《빌보드》의 바비 올리비에는 2004년 컬트 클래식 좀비 아포칼립스 영화 《새벽의 황당한 저주》의 등장으로 인해 처음 부활한 것으로 보고 있다. 2014년, 《롤링 스톤》 독자들은 퀸이 세 번째로 좋아하는 노래로 투표했다.

## 배경
이 노래는 프레디 머큐리가 《Jazz》 세션 중에 작곡했다. 밴드는 그들이 "즐거운 시간을 보내는 것에 더 나아지고 있다"고 느꼈고 가사는 이것을 반영한다. 음악적으로, 이 노래는 존 디콘과 로저 테일러가 베이스 기타와 드럼 백 트랙을 제공하는 머큐리의 피아노 연주를 기반으로 한다. 이 노래는 또한 코러스 라인을 위한 멀티트랙 하모니 보컬의 퀸의 트레이드마크 스타일의 예를 제공한다.
기타를 중심으로 한 편곡이 더 단단해진 이 노래의 대체 버전은 2018년 발행된 《Bohemian Rhapsody: The Original Soundtrack》에서 〈Don't Stop Me Now... Revisited〉로 청구되었다.

## 비판
이 노래의 인기에도 불구하고, 브라이언 메이는 원래 이 노래가 위협적이라고 생각했던 프레디의 쾌락주의적이고 위험한 생활 방식을 기념한다고 느꼈기 때문에 이 노래의 팬이 아니었다. 그는 당시 프레디가 "약을 많이 먹고 많은 남자들과 섹스를 하던" 시기였기 때문에 가사에 어려움을 겪었다고 덧붙였다. 하지만, 결혼식, 파티, 장례식에서 이 노래가 연주되는 것을 들은 후, 그는 그것을 "큰 기쁨"을 나타내는 것으로 감사하게 되었다.

## 라이브 퍼포먼스
발매 당시 퀸 캐논의 하위 곡 중 하나로 간주된 이 곡은 Crazy Tour의 마지막 공연과 함께 1979년에만 라이브로 공연되었다. 스튜디오 버전에서는 브라이언 메이의 유일한 기타 연주는 기타 솔로에 있지만, 밴드의 1979년 Jazz Tour와 Crazy Tour에서 공연된 라이브 버전에서는 메이가 더 많은 록 느낌을 주기 위해 노래의 나머지 부분에서 리듬 기타를 연주하기도 했다. 이 곡의 라이브 버전은 이 밴드의 1979년 음반 《Live Killers》에 수록되어 있다.
퀸은 2010년대에 애덤 램버트와 함께 그들의 세트에 트랙을 다시 소개했고 이제 그것은 인기 있는 라이브 애호가이다.

## 인증
| 국가                                                            | 인증        | 판매량/출하량 |
| --------------------------------------------------------------- | ----------- | ------------- |
| 오스트레일리아 (ARIA)                                           | 5× 플래티넘 | 350,000       |
| 덴마크 (IFPI Danmark)                                           | 2× 플래티넘 | 180,000       |
| 독일 (BVMI)                                                     | 골드        | 250,000       |
| 이탈리아 (FIMI)                                                 | 3× 플래티넘 | 150,000       |
| 일본 (RIAJ) 2011 release                                        | 골드        | 100,000*      |
| 영국 (BPI)                                                      | 4× 플래티넘 | 2,400,000     |
| 미국 (RIAA)                                                     | 4× 플래티넘 | 4,000,000     |
| *판매량을 기반으로 한 인증 · 판매량+스트리밍을 기반으로 한 인증 |             |               |